# Белхатовски окръг
 Белхатовски окръг (на полски: Powiat bełchatowski) е окръг в Централна Полша, Лодзко войводство. Заема площ от 967,60 км2. Административен център е град Белхатов.

## География
Окръгът се намира в историческия регион Великополша. Разположен е в централната част на войводството.

## Население
Населението на окръга възлиза на 113 005 души (2012 г.). Гъстотата е 117 души/км2.

## Административно деление
Административно окръгът е разделен на 8 общини.
Градска община:
- Белхатов

Градско-селска община:
- Община Зельов

Селски общини:
- Община Белхатов
- Община Дружбице
- Община Клешчов
- Община Клюки
- Община Рушец
- Община Шчерцов

## Фотогалерия
- Белхатов
- Зельов